# Большая Роговая
Большая Роговая (Верхняя Роговая, Роговая) — река в Ненецком автономном округе и Республике Коми, правый приток реки Уса (бассейн Печоры). Длина реки — 311 км, площадь водосборного бассейна — 7290 км².
Исток находится в районе озер Падимейты Большеземельской тундры.
Питание смешанное, снеговое и дождевое, замерзает река в октябре — начале ноября, вскрывается в конце мая — июне. Притоки — Сяттейтывис, Большой Пятомбойю (Ыджыд-Пятомбой), Пальник Ю, Ручю — левые, Лекнерцета, Большая Нерцета, Сарода — правые.
В среднем течении является естественной границей между Ненецким автономным округом и Республикой Коми.
Раньше по Большой Роговой было много деревень — в устье почти каждого притока ютилась деревенька из 1-2 домов. В настоящее время на реке осталась лишь одна самая северная деревня Сявта[Разве осталась? На современных картах — нет!] — в 30 км ниже впадения Большого Пятомбойю.